# Lativ
Der Lativ (vom lateinischen latus „getragen“, „gebracht“) ist ein Adverbialkasus in finnougrischen und nordostkaukasischen Sprachen, der einen Platz ausdrückt, wo etwas hingeht.

## Finnisch
Im Finnischen hat der Lativ die Endung -s oder - (keine). Pluralformen werden nicht gebraucht. z. B. alas = „nach unten“ oder taa = „nach hinten“.

## Quelle
- Artikel über Adverbialkasus von Panu Mäkinen